# Verwaltungsgemeinschaft Pleißenaue
In der Verwaltungsgemeinschaft Pleißenaue aus dem thüringischen Landkreis Altenburger Land haben sich fünf Gemeinden zur Erledigung ihrer Verwaltungsgeschäfte zusammengeschlossen.
Sitz der Verwaltungsgemeinschaft ist Treben.

## Die Gemeinden
Nachfolgend die Gemeinden und deren Einwohnerzahl in Klammern (Stand: 31. Dezember 2023):
1. Fockendorf (771)
2. Gerstenberg (475)
3. Haselbach (809)
4. Treben (1174)
5. Windischleuba (1861)

## Geschichte
Die Verwaltungsgemeinschaft wurde am 19. Dezember 1991 gegründet. Gründungsmitglieder waren neben Fockendorf, Gerstenberg, Haselbach und Treben noch Zetzscha und Lehma, die bis zur Eingemeindung am 11. Februar 1994 nach Altenburg, beziehungsweise am 1. Januar 1996 nach Wintersdorf zur VG gehörten. Durch die Eingliederung Wintersdorfs nach Meuselwitz 2007 gliederte sich die ehemalige Gemeinde Lehma am 1. Januar 2009 nach Treben um, allerdings ohne die ebenfalls zur Ex-Kommune gehörende Gemarkung Kammerforst, ein Waldstück. Windischleuba ist seit 1995 Mitglied.

### Einwohnerentwicklung
Entwicklung der Einwohnerzahl:
| - 1994: 4198 - 1995: 6156 - 1996: 5772 - 1997: 5931 - 1998: 5935 - 1999: 5944 | - 2000: 5899 - 2001: 5843 - 2002: 5744 - 2003: 5683 - 2004: 5622 - 2005: 5595 | - 2006: 5489 - 2007: 5447 - 2008: 5756* - 2009: 5702 - 2010: 5612 - 2011: 5555 | - 2012: 5455 - 2013: 5451 - 2014: 5348 - 2015: 5333 - 2016: 5254 - 2017: 5267 | - 2018: 5228 - 2019: 5182 - 2020: 5138 - 2021: 5134 - 2022: 5162 - 2023: 5090 |

 Datenquelle: ab 1994 Thüringer Landesamt für Statistik – Werte vom 31. Dezember
*Umgliederung Lehma und Trebanz mit einbezogen

### Vorsitzende
Von 1999 bis 2018 war der jetzige Landrat des Landkreises Altenburger Land, Uwe Melzer, Vorsitzender der Verwaltungsgemeinschaft. Ihm folgte am 12. Juli 2018 die seit April 1992 beschäftigte und damals einundsechzigjährige Kämmerin der VG, Rita Richter.